# Smolary (Straduń)
Smolary – część wsi Straduń w Polsce, położona w województwie wielkopolskim, w powiecie czarnkowsko-trzcianeckim, w gminie Trzcianka. Wchodzi w skład sołectwa Straduń.
W latach 1975–1998 Smolary administracyjnie należały do województwa pilskiego.
Na wschód od Smolar znajduje się jezioro Straduń.